# Клюйверт, Джастин
Джа́стин Клю́йверт (нидерл. Justin Kluivert; род. 5 мая 1999, Зандам, Северная Голландия) — нидерландский футболист, полузащитник английского клуба «Борнмут» и сборной Нидерландов. Сын известного нидерландского нападающего Патрика Клюйверта.

## Клубная карьера
15 января 2017 года дебютировал в Эредивизи в поединке против «Зволле», выйдя на поле на 39-й минуте вместо Амина Юнеса. На момент дебюта игроку было всего 17 лет.
22 июня 2018 года перешёл в итальянскую «Рому», подписав 5-летний контракт. Стоимость трансфера нападающего составила 17,25 млн. евро.
В октябре 2020 года перешёл на правах аренды в немецкий «РБ Лейпциг», затем по сезону провел в аренде в «Ницце» и испанской «Валенсии».
В июне 2023 года Клюйверт заключил контракт с английским «Борнмутом», сумма сделки с «Ромой» составила €11 млн. В Англии Клюйверт сразу стал игроком основного состава, регулярно набирая очки в виде голов и голевых передач. В матче с «Ньюкаслом» 18 января 2025 Джастин сделал хет-трик. 

## Достижения

### Командные
«Аякс»
- Финалист Лиги Европы УЕФА: 2017

### Личные
- Игрок месяца английской Премьер-лиги: январь 2025

## Статистика

### Клубная статистика
| Клуб             | Сезон            | Лига | Лига | Кубок | Кубок | Европейские кубки | Европейские кубки | Прочие | Прочие | Итого | Итого |
| Клуб             | Сезон            | Игры | Голы | Игры  | Голы  | Игры              | Голы              | Игры   | Голы   | Игры  | Голы  |
| ---------------- | ---------------- | ---- | ---- | ----- | ----- | ----------------- | ----------------- | ------ | ------ | ----- | ----- |
| Аякс             | 2016/17          | 14   | 2    | 0     | 0     | 6                 | 0                 | —      | —      | 20    | 2     |
| Аякс             | 2017/18          | 30   | 10   | 2     | 1     | 4                 | 0                 | —      | —      | 36    | 11    |
| Аякс             | Итого            | 44   | 12   | 2     | 1     | 10                | 0                 | —      | —      | 56    | 13    |
| → Йонг Аякс      | 2016/17          | 8    | 2    | —     | —     | —                 | —                 | —      | —      | 8     | 2     |
| → Йонг Аякс      | Итого            | 8    | 2    | —     | —     | —                 | —                 | —      | —      | 8     | 2     |
| Рома             | 2018/19          | 29   | 1    | 1     | 0     | 5                 | 1                 | —      | —      | 35    | 2     |
| Рома             | 2019/20          | 22   | 4    | 2     | 0     | 7                 | 3                 | —      | —      | 31    | 7     |
| Рома             | 2020/21          | 2    | 0    | 0     | 0     | 0                 | 0                 | —      | —      | 2     | 0     |
| Рома             | Итого            | 53   | 5    | 3     | 0     | 12                | 4                 | —      | —      | 68    | 9     |
| → РБ Лейпциг     | 2020/21          | 19   | 3    | 1     | 0     | 7                 | 1                 | —      | —      | 27    | 4     |
| → РБ Лейпциг     | Итого            | 19   | 3    | 1     | 0     | 7                 | 1                 | —      | —      | 27    | 4     |
| → Ницца          | 2021/22          | 27   | 4    | 4     | 2     | —                 | —                 | —      | —      | 31    | 6     |
| → Ницца          | Итого            | 27   | 4    | 4     | 2     | —                 | —                 | —      | —      | 31    | 6     |
| → Валенсия       | 2022/23          | 26   | 6    | 2     | 2     | —                 | —                 | 1      | 0      | 29    | 8     |
| → Валенсия       | Итого            | 26   | 2    | 2     | 2     | —                 | —                 | 1      | 0      | 29    | 8     |
| Борнмут          | 2023/24          | 32   | 7    | 4     | 2     | —                 | —                 | 0      | 0      | 36    | 9     |
| Борнмут          | 2024/25          | 22   | 11   | 2     | 1     | —                 | —                 | 0      | 0      | 24    | 12    |
| Борнмут          | Итого            | 54   | 18   | 6     | 3     | —                 | —                 | 0      | 0      | 60    | 21    |
| Всего за карьеру | Всего за карьеру | 231  | 50   | 18    | 8     | 29                | 5                 | 1      | 0      | 279   | 63    |

### Список матчей за сборную
| Матчи Клюйверта за сборную Нидерландов | Матчи Клюйверта за сборную Нидерландов | Матчи Клюйверта за сборную Нидерландов | Матчи Клюйверта за сборную Нидерландов | Матчи Клюйверта за сборную Нидерландов | Матчи Клюйверта за сборную Нидерландов |
| -------------------------------------- | -------------------------------------- | -------------------------------------- | -------------------------------------- | -------------------------------------- | -------------------------------------- |
| №                                      | Дата                                   | Соперник                               | Счёт                                   | Голы Клюйверта                         | Соревнование                           |
| 1                                      | 26 марта 2018                          | Португалия                             | 3:0                                    | —                                      | Товарищеский матч                      |
| 2                                      | 6 сентября 2018                        | Перу                                   | 2:1                                    | —                                      | Товарищеский матч                      |
| 3                                      | 19 ноября 2024                         | Босния и Герцеговина                   | 1:1                                    | —                                      | Лига наций УЕФА 2024/25 (Лига A)       |

Итого: 3 матча / 0 голов; 2 победы, 1 ничья, 0 поражений.